# Supercopa de los Países Bajos 2023
La Supercopa de los Países Bajos 2023 (en neerlandés: Johan Cruijff Schaal 2023) fue la 33.ª edición del torneo anual neerlandés disputado por los campeones de Eredivisie y Copa de los Países Bajos. El partido se disputó el 4 de agosto de 2023 en el estadio De Kuip de Róterdam, entre el Feyenoord, campeón de la Eredivisie 2022-23, y el PSV Eindhoven, campeón de la KNVB Beker 2022-23. 
El único gol del encuentro fue anotado por Noa Lang en el minuto 79, dándole el título al PSV, que se consagró tricampeón consecutivo de la Supercopa y alcanzó su 14.º trofeo en la competición, siendo el que más tiene. 

## Antecedentes
El Feyenoord clasificó como campeón de la Eredivisie 2022-23, título que logró con una destacada campaña bajo la dirección de Arne Slot. 
Por su parte, el PSV Eindhoven obtuvo su plaza al coronarse campeón de la Copa de los Países Bajos 2022-23 tras vencer al Ajax en penales. 

## Participantes
| Feyenoord     | Campeón de la Eredivisie 2022-23               |
| PSV Eindhoven | Campeón de la Copa de los Países Bajos 2022-23 |

## Partido
| 4 de agosto de 2023, 20:00 CEST | Feyenoord | 0:1 (0:0) | PSV Eindhoven | De Kuip, Róterdam,                                          |                                                             |
|                                 |           | Reporte   | - Lang 79'    | Asistencia: 47.500 espectadores Árbitro(s): Allard Lindhout | Asistencia: 47.500 espectadores Árbitro(s): Allard Lindhout |

Campeón

PSV Eindhoven
14.º título